# أكوش كوفاتش
أكوش كوفاتش (بالمجرية: Kovács Ákos) (و. 1968  م) هو ملحن، وشاعر، ومغني مجري، ولد في بودابست.

## التعليم
تعلم في Corvinus University of Budapest ‏.

## جوائز
حصل على جوائز منها:
- جائزة كوشوت [الإنجليزية]‏.